# Pappa di latte
Pappa di latte — пятидесятый студийный альбом итальянской певицы Мины, выпущенный в 1995 году на лейбле PDU.
Альбом получил смешанные отзывы критиков, а также достиг второго места в итальянском чарте.
В 2018 году журнал Rolling Stone поместил его на 7-е место в списке самых недооценённых альбомов Мины.

## Список композиций
| №                   | Название                                                         | Автор(ы) | Длительность |
| ------------------- | ---------------------------------------------------------------- | --- | ------------ |
| 1.                  | «A Night in Tunisia / Penso positivo / Copacabana (At the Copa)» | Фрэнк Папарелли, Джон Хендрикс, Диззи Гиллеспи / Джованотти, Стаурино Целани / Барри Манилоу, Джек Фелдман, Брюс Суссман | 5:52         |
| 2.                  | «Almeno tu nell’universo»                                        | Бруно Лауци, Маурицио Фабрицио                                                                                           | 4:03         |
| 3.                  | «They Can’t Take That Away from Me»                              | Айра Гершвин, Джордж Гершвин                                                                                             | 4:13         |
| 4.                  | «More Than Words»                                                | Нуно Беттанкур, Гэри Шерон                                                                                               | 3:52         |
| 5.                  | «Porque tu me acostumbraste»                                     | Фрэнк Доминигес | 4:20         |
| 6.                  | «The Captain of Her Heart / Every Breath You Take»               | Курт Малу, Феликс Хог / Стинг                                                                                            | 5:08         |
| 7.                  | «Sincerely»                                                      | Харви Фукуа / Алан Фрид                                                                                                  | 4:04         |
| 8.                  | «When You Let Me Go (Cosa resterà degli anni '80)»               | Кристьян Капулетти, Раф, Джанкарло Бигацци, Беппе Датти                                                                  | 4:49         |
| 9.                  | «If I Fell»                                                      | Джон Леннон, Пол Маккартни                                                                                               | 2:35         |
| 10.                 | «Encadenados»                                                    | Карлос Артуро Битц | 4:16         |
| Общая длительность: | Общая длительность:                                              | Общая длительность: | 43:15        |

| №                   | Название                                | Автор(ы)                                             | Длительность |
| ------------------- | --------------------------------------- | ---------------------------------------------------- | ------------ |
| 1.                  | «Non c'è più audio»                     | Джованни Донцелли, Винченцо Леомпорро                | 4:52         |
| 2.                  | «Naufragati»                            | Джованни Донцелли, Винченцо Леомпорро                | 4:16         |
| 3.                  | «Di vista»                              | тулио Пиццорно                                       | 4:36         |
| 4.                  | «Donna donna donna»                     | Массимо Биццарри, Пино Маркуцци, Риккардо Коччанте   | 5:18         |
| 5.                  | «Per te che mi hai chiesto una canzone» | Филиппо Торьяни, Массимилиано Пани                   | 2:42         |
| 6.                  | «Chiedimi tutto»                        | Лео Кьоссо, Лелио Луттацци                           | 3:26         |
| 7.                  | «Sulamente pe' parlà»                   | Лабимби, Франческо Гранцано Аччини, Винченсо Микуччи | 4:11         |
| 8.                  | «Metti uno zero»                        | Джованни Донцелли, Винченцо Леомпорро                | 4:28         |
| 9.                  | «Se finisse tutto così»                 | Маурицио Моранте, Массимилиано Пани                  | 4:34         |
| 10.                 | «Torno venerdì»                         | Джорджо Калабрезе, Массимилиано Пани                 | 5:24         |
| 11.                 | «Timida»                                | Мария Энрика Андольфи                                | 5:07         |
| Общая длительность: | Общая длительность:                     | Общая длительность:                                  | 48:57        |

## Чарты
| Чарт (1995)              | Высшая позиция |
| ------------------------ | -------------- |
| Европа (Music & Media)   | 32             |
| Италия (Musica e dischi) | 2              |